# Pippuhana
Pippuhana es un género de arañas araneomorfas de la familia Anyphaenidae. Se encuentra en América.

## Especies
Según The World Spider Catalog 12.0:
- Pippuhana calcar (Bryant, 1931)
- Pippuhana donaldi (Chickering, 1940)
- Pippuhana gandu Brescovit, 1997
- Pippuhana unicolor (Keyserling, 1891)